# Songrim
Songrim este un oraș situat pe râul Taedong în provincia Hwanghae de Nord, R.P.D. Coreea. În 1991 avea o populație de 100.000 de locuitori.

## Împărțirea administrativă
Songrim este împărțit în 19 cartiere (tong) și 6 sate (ri).
| - Chŏn-dong - Ch'ŏlsan-dong - Kkotp'in-dong - Negil-dong - Oryu-dong - Saemaŭl-dong - Saesallim 1-dong - Saesallim 2-dong - Saesallim 3-dong - Saesallim 4-dong - Samga-dong - Sap'o 1-dong - Sap'o 2-dong | - Sinhŭng-dong - Sŏkt'ap-tong - Songsan-dong - Tongsong-dong - Un'gok-tong - Wŏlbong-dong - Masal-li - Sillyang-ri - Sinsŏng-ri - Sŏkt'al-li - Sŏsong-ri - Tangsal-li |

## Legături externe
- Profilul orașului Songrim Arhivat în 10 martie 2016, la Wayback Machine.